# Миколаївська сільська рада (Вітовський район)
Микола́ївська сільська́ ра́да — адміністративно-територіальна одиниця та орган місцевого самоврядування у Вітовському районі Миколаївської області. Адміністративний центр — село Миколаївське.

## Загальні відомості
- Населення ради: 1 006 осіб (станом на 2001 рік)

## Населені пункти
Сільській раді підпорядковані населені пункти:
- с. Миколаївське

## Склад ради
Рада складалася з 16 депутатів та голови.
- Голова ради: Левковський Станіслав Васильович
- Секретар ради: Коханевич Оксана Телимонівна

### Керівний склад попередніх скликань
| Прізвище, ім'я, по батькові      | Основні відомості                                                                      | Дата обрання | Дата звільнення |
| -------------------------------- | -------------------------------------------------------------------------------------- | ------------ | --------------- |
| Маркіна Валентина Іванівна       | Сільський голова, 1950 року народження, позапартійна                                   | 26.03.2006   | 31.10.2010      |
| Барановський Олександр Федорович | Сільський голова, 1965 року народження, освіта вища, член Комуністичної партії України | 31.10.2010   | 01.01.2014      |
| Левковський Станіслав Васильович | Сільський голова, 1984 року народження, освіта вища, безпартійний                      | 26.10.2014   |                 |

Примітка: таблиця складена за даними сайту Верховної Ради України

### Депутати
За результатами місцевих виборів 2010 року депутатами ради стали:

#### За суб'єктами висування
| Суб'єкт висування | Кількість обраних депутатів | %    |
| ----------------- | --------------------------- | ---- |
| Партія регіонів   | 9                           | 56,3 |
| Самовисування     | 7                           | 43,8 |

#### За округами
| № округу        | Прізвище, ім'я, по батькові  | Дата визнання обраним | Освіта             | Партійна приналежність | Відомості про обраного депутата                           |
| --------------- | ---------------------------- | --------------------- | ------------------ | ---------------------- | --------------------------------------------------------- |
| Партія регіонів |                              |                       |                    |                        |                                                           |
| 3               | Рабуш Тетяна Андріївна       | 02.11.2010            | вища               | член Партії регіонів   | ТОВ «Сандора», комірник                                   |
| 5               | Скрипник Сергій Васильович   | 02.11.2010            | середня            | член Партії регіонів   | приватний підприємець                                     |
| 7               | Коханевич Марія Матвіївна    | 02.11.2010            | середня спеціальна | член Партії регіонів   | Миколаївська сільська рада, бухгалтер                     |
| 9               | Білецька Надія Сергіївна     | 02.11.2010            | вища               | член Партії регіонів   | пенсіонер                                                 |
| 10              | Степаник Тетяна Миколаївна   | 02.11.2010            | середня спеціальна | член Партії регіонів   | ДНЗ, медсестра                                            |
| 11              | Коханевич Оксана Талимонівна | 02.11.2010            | вища               | член Партії регіонів   | Миколаївська сільська рада, секретар                      |
| 12              | Трофимчук Ніна Петрівна      | 02.11.2010            | вища               | член Партії регіонів   | Миколаївська загальноосвітня школа, вчитель               |
| 14              | Єремейчук Тетяна Олексіївна  | 02.11.2010            | вища               | член Партії регіонів   | Миколаївська загальноосвітня школа, вчитель               |
| 15              | Нечипорчук Надія Петрівна    | 02.11.2010            | середня спеціальна | член Партії регіонів   | Миколаївський фельдшерсько-акушерський пункт, завідувачка |
| Самовисування   |                              |                       |                    |                        |                                                           |
| 1               | Міносян Наталія Степанівна   | 02.11.2010            | вища               | позапартійна           | Миколаївська загальноосвітня школа, директор              |
| 2               | Ковалевич Оксана Миколаївна  | 02.11.2010            | вища               | позапартійна           | Миколаївська загальноосвітня школа, вчитель               |
| 4               | Лощиць Ольга Миколаївна      | 02.11.2010            | вища               | позапартійна           | Миколаївська загальноосвітня школа, вчитель               |
| 6               | Голубенко Анатолій Петрович  | 02.11.2010            | середня            | позапартійний          | ТОВ «Лакталіс», агент по постачанню                       |
| 8               | Леонтієва Ганна Григорівна   | 02.11.2010            | вища               | позапартійна           | Дитячий садок «Журавлик», завідувачка                     |
| 13              | Сожигаєв Василь Петрович     | 05.06.2011            | середня            | член Партії регіонів   | приватний підприємець                                     |
| 16              | Колодій Оксана Василівна     | 02.11.2010            | вища               | позапартійна           | Миколаївська загальноосвітня школа, вчитель               |

## Населення
Згідно з переписом УРСР 1989 року чисельність наявного населення села становила 1105 осіб, з яких 552 чоловіки та 553 жінки.
За переписом населення України 2001 року в селі мешкало 1006 осіб.

### Мова
Розподіл населення за рідною мовою за даними перепису 2001 року:
| Мова       | Відсоток |
| ---------- | -------- |
| українська | 87,08 %  |
| російська  | 8,05 %   |
| молдовська | 2,58 %   |
| вірменська | 0,70 %   |
| циганська  | 0,60 %   |
| білоруська | 0,50 %   |
| інші       | 0,49 %   |